# Aleksandr Muzychenko
Aleksandr Muzychenko (em russo:  Александр Алексеевич Музыченко; 7 de maio de 1955) é um velejador soviético, campeão olímpico.

## Carreira
Muzychenko começou a velejar aos seis anos de idade em Omsk. Ele se consagrou campeão olímpico ao vencer a série de regatas da classe Star nos Jogos Olímpicos de Verão de 1980 em Moscou ao lado de Valentin Mankin.